# Avgust Pirjevec
‎
Avgust Pirjevec [ávgust pírjevec], slovenski literarni zgodovinar, slovaropisec in bibliotekar, * 28. september 1887, Gorica, † 9. december 1943, Gusen.

## Življenje in delo
Pirjevec je leta 1913 na Dunaju končal študij tehnike in slavistike z disertacijo o Franu Levstiku s posebnim ozirom na njegova filološka dela. Po demobilizaciji je od 1917 do 1920 poučeval slovenščino in nemščino na državni realni gimnaziji v Trstu, nato na realni gimnaziji in višji državni realki v Ljubljani. Od 1921 je bil bibliotekar v ljubljanski Državni študijski knjižnici (predhodnici NUK-a), po 1927 pa je prevzel vodstvo rokopisnega oddelka. Od 1925 do 1927 je bil začasno premeščen v knjižnico Narodnega muzeja Slovenije, kjer je uredil in katalogiziral gradivo. Leta 1943 so ga internirali.
Pisal je članke, razprave in knjižne ocene iz slovenske literarne, kulturne, politične in gospodarske zgodovine. Največ je raziskoval Franceta Prešerna in njegove sodobnike. Uredil je Prešernovo zbrano delo (Doktorja Franceta Prešerna zbrano delo, 1929 (COBISS)), Levstikova pisma (COBISS), priredil delo Matija Čopa (Izbrano delo, 1935 (COBISS)) in izbore del slovenskih klasikov v miniaturnih izdajah (France Prešeren, Simon Gregorčič, Anton Aškerc, Simon Jenko, Josip Murn, Josip Jurčič). Napisal je zbirko 70 poljudnih biografij slovenskih kulturnih in strokovnih delavcev ter približno 150 člankov za Slovenski biografski leksikon.
Bil je vodilni knjižničarski teoretik in praktik. Pisal je o aktualnih bibliotekarskih in bibliografskih strokovnih vprašanjih, o funkciji knjižnic v družbenem okolju in organiziranju knjižničarskega delovanja. Napisal je prvi in s sočasnim mednarodnim bibliotekarskim dognanjem primerljiv slovenski priročnik o zgodovinskem razvoju in modernem delovanju knjižnic, o sodobni zasnovi bibliotekarske stroke in knjižničarskega dela.
Bil je oče literarnega zgodovinarja in filozofa Dušana Pirjevca (partizansko ime Ahac) in aktivistke OF Ivice Pirjevec, ki je, tako kot oče in le malo za njim, umrla v koncentracijskem taborišču Gusen (Mauthausen).

### Dela
- † Maks Pleteršnik. Praga, 1924. (COBISS)
- Slovenski možje. Celje: Družba sv. Mohorja, 1927. (COBISS)
- Bibliotečni zakon. Sodobnost. Letnik 4, št. 5 (1936), 227–284;[mrtva povezava] št. 7–8, 381–388.[mrtva povezava]
- En relisant »Prešéren«. Ljubljana: Slovenska književna zadruga, 1936–1937. (COBISS)
- Homileti »Slovenskega Prijatelja«. Maribor, 1940. (COBISS)
- Knjižnice in knjižničarsko delo. Celje: Družba sv. Mohorja, 1940. (COBISS)
- Doneski k slovenski bibliografiji. Ljubljana, 1941. (COBISS)

### Uredniško delo
- Izbrane poezije Simona Gregorčiča. Ljubljana: Akademska založba, 1939, 1945. (COBISS), (COBISS)
- Izbrane pesmi Simona Jenka. Ljubljana: Akademska založba, 1940. (COBISS)
- Anton Aškerc. Izbrane pesmi. Ljubljana: Mladinska knjiga, 1963. (COBISS)